# Арский отдел Союза русского народа
Арский отдел «Союза Русского Народа» — правомонархическая (черносотенная) организация, функционировавшая в 1906 — 1910-х гг. в городе Арск Казанской губернии.

## Начало объединения правых сил в Арске
Первое — стихийное — объединение правых монархистов произошло в Арске осенью 1905 г. на почве роста общих контрреволюционных настроений, ставших реакцией на действия либералов и социалистов.
11 (24) ноября 1905 г. толпа местных мещан численностью около ста человек под предводительством будущего председателя Совета Арского отдела «Союза Русского Народа» (СРН) городского старосты купца Н. П. Щёлкина сдержала давнее обещание «разобраться» с исполнявшим обязанности агронома Казанского уездного земства студентом Л. С. Пироговым, замеченным в антиправительственной агитации и первоначально намеревавшегося в этот день провести «частное собрание» и зачитать на нём брошюру Г. Ф. Шершеневича «О представительстве в Государственную Думу».
Избитого до бессознательного состояния студента спасло от смерти лишь вмешательство священника о. Владимира Смелова — будущего товарища (заместителя) председателя Совета Арского отдела СРН — и полицейского надзирателя, сумевших сдержать толпу и спешно отправить Л. С. Пирогова в Казань.
На следующий день, по инициативе того же Н. П. Щёлкина и «нескольких человек горожан», с разрешения уездного исправника состоялись молебен и большой крестный ход, к которому присоединилась и манифестация крестьян близлежащего села Покровская Слобода. В результате чуть было не пострадал ещё один участник нелегальных интеллигентских сходок — учитель И. А. Калачёв, обвинённый местными обывателями в жестоком обращении с детьми. Однако он вовремя успел уехать из Арска, и дальнейшее «восстановление законного порядка» прошло без крови.
Вынесенный Н. П. Щёлкину, судя по слухам, «партией студентов» смертный приговор за якобы убитого Л. С. Пирогова, так и не был приведён в исполнение.
События в Арске стали одной из последних вспышек массового недовольства проявлениями либерально-революционной активности в Казанской губернии, приведя к объединению правомонархических (черносотенных) элементов в городе и окрестных населённых пунктах. Вскоре на их базе в Арске был создан один из крупнейших в Казанском уезде отделов СРН.

## Создание отдела
Председатель Совета Казанского отдела «Русского Собрания» (КОРС) А. Т. Соловьёв заявил об открытии отдела СРН в Арске на заседании Совета КОРС 22 ноября (5 декабря) 1906 г.
28 ноября (11 декабря) 1906 г. А. Т. Соловьёв доложил на заседании Совета КОРС, что «в г. Арске назначено заседание Союза Русского Народа [на] 6 декабря [ 1906 г.]», а также о том, что к Арскому отделу СРН «присоединены целые сельские общества».
В № 24 за 1906 г. выходившей в Казани «Газеты «Правых» сообщалось:
6 декабря [ 1906 г.] последовало торжественное открытие отделов «Союза Русского народа» в гор. Арске, в селе Ключищах и [в селе] Богородском Каз[анской] губ[ернии].

На торжество открытия в г. Арске собралось до 100 человек членов и много других лиц.
13 (26) декабря 1906 г. на заседании Совета КОРС было заслушано письмо председателя Совета Арского отдела «Союза Русского Народа» «об открытии отдела». Торжественная встреча знамени Арского отдела СРН состоялась в двадцатых числах мая 1907 г.
На заседании Совета КОРС 16 (29) мая 1907 г. было заслушано письмо Арского мещанского старосты «о разрешении открыть в г. Арске Отдел Русского Собрания», после чего постановлено: «уведомить, что в Арске есть Союз Русского Народа, а потому было бы лучше присоединиться желающим к нему, если же [они] желают открыть отдел Русского Собрания, то в Арске должно быть членов не менее 10 с взносом 5 рублей».

## Руководство, численность отдела
Первым председателем Совета Арского отдела СРН являлся местный купец Николай Прокофьевич Щёлкин (с момента образования отдела до своей смерти 26 апреля /9 мая/ 1912 г.).
В числе прочих, Н. П. Щёлкин принимал участие в Первом Волжско-Камском Областном патриотическом съезде, проходившем в Казани 21 − 25 ноября (4 − 8 декабря) 1908 г.
Согласно сведениям из Арского отдела СРН, заслушанным на заседании Совета КОРС 27 сентября (10 октября) 1907 г., «к 1 октября [ 1907 г.]» в нём состояло 377 человек. Согласно сведениям из Арского отдела СРН, заслушанным на заседании Совета КОРС 31 октября (13 ноября) 1907 г., в отделе состояло 404 члена. Согласно отчёту председателя Совета Арского отдела СРН, заслушанному на заседании Совета КОРС 12 (25) декабря 1907 г., «к 1-му декабря [ 1907 г.] членов в отделе было 425 человек, средств в отделе осталось 17 руб[лей] 81 коп[ейка]».
В то же время, Казанский уездный исправник в секретном рапорте, датированном 4 (17) октября 1907 г., доносил Казанскому губернатору М. В. Стрижевскому о том, что в Арском отделе СРН — втором по численности в Казанском уезде после 1-го отдела СРН села Богородское — состояло 325 человек.
Помимо этого, в документе под названием «Сведения о числе отделов «Союза русского народа» и других монархических организаций, функционирующих в гор. Казани и Казанской губернии», подписанном и направленном 18 (31) декабря 1907 г. Казанским губернатором в Департамент полиции МВД (за № 12223), говорится о том, что в отделе состояло 349 человек.
Известно также, что 6 (19) декабря 1913 г. товарищи председателя Совета Арского отдела СРН А. М. Сокунов и о. В. Смелов, равно как и председатель Совета отдела СРН в деревне Три Избы Цивильского уезда Казанской губернии Ф. И. Туманов, направили Императору Николаю II телеграммы с выражением верноподданнических чувств от имени своих отделов, на что последовала монаршая резолюция: «СЕРДЕЧНО ВСЕХ БЛАГОДАРЮ».

## Прекращение деятельности
В рапорте Казанского уездного исправника начальнику Казанского губернского жандармского управления, датированном 11 (24) февраля 1916 г., сообщалось о том, что в Арске существует отдел СРН численностью до 500 человек, в котором состоят местные жители и жители окрестных селений, однако он «в настоящее время не функционирует — со времени смерти своего Председателя Арского купца Николая Прокофьевича Щёлкина».
«Товарищами Председателя этого союза, — добавлял исправник, — состоят Арский мещанин Алексей Михайлович Сокунов и священник о. Смелов, и, как тот, так и другой, а равно и члены союза, хотя в своих убеждениях и тверды, но никакого влияния на местное население не оказывают».